# Abies hidalgensis
Abies hidalgensis es una especie de conífera de la familia de los pinos, Pinaceae. Es endémica de México, donde sólo se encuentra en el estado de Hidalgo. Este árbol fue descrito a la ciencia en 1995. Crece en un hábitat de bosque nuboso con árboles y arbustos como Buddleja cordata, Cupressus lusitanica y Pinus patula.

## Descripción
Este árbol suele tener un solo tronco con ramas que ascienden y luego descienden. La corona es de forma columnar a cónica con follaje verde grisáceo. La corteza es lisa y de color gris claro en los árboles jóvenes, se divide en placas y revela una corteza interior "rojo sangre" en los especímenes más viejos. Los conos tienen un tamaño de hasta 8 por 4 centímetros.